# 밀턴킨스구

밀턴킨스 구의 위치

밀턴킨스구(영어: Borough of Milton Keynes)는 잉글랜드 버킹엄셔주에 위치한 단일 자치구로 중심 도시는 밀턴킨스이며 면적은 308.63 km2, 인구는 255,700명(2013년 기준)이다. 1997년 4월 1일에 신설되었다.